# Списак сликара
| 'Сликари': A Б В Г Д Ђ Е Ж З И Ј К Л Љ М Н Њ О П Р С Т Ћ У Ф Х Ц Ч Џ Ш |

## Баб.. до Баш..
Дирк ван Бабурен (1590-1624), холандски сликар
Георг Базелиц (рођен 1938), немачки сликар и скулптор
Фредерик Базиј (1841-1870), француски сликар
Дионосио Баиксерас Вердагер, (1862 - 1943)
Марчело Бакијарели (1731-1818), италијански сликар
Лудолф Бакхујзен (1631-1708), холандски сликар
Роберт Бала (рођен 1943), ирски сликар
Ханс Балдунг (1484-1545), немачки сликар
Винченцо Балсамо (рођен 1935), италијански сликар и вајар
Балтус (Балтазар Клосовски де Рола) (1908-2001), пољско француски сликар
Руперт Бани, (1864 - 1947), аустралијски сликар
Едвард Мичел Банистер (1828-1901), афроамерички сликар
Бапу (рођен 1933), индијски сликар
Леонард Бар (1905 - 1990), амерички сликар
Вилијам Барак (о. 1824 - 1903), аустралијски абориџински сликар
Владимир Бараноф-Росине (1888-1944), руски сликар
Ђовани Франческо Барбијери, (1591-1666), италијански сликар
Џејмс Бари, (1741 - 1806), британски сликар
Милена Павловић-Барили (1909-1945), српска сликарка
Џорџ Баркер (1882-1965), амерички сликар
Ерни Барнс (рођен 1938), амерички сликар
Микел Барсело (рођен 1957, шпански сликар
Ричмонд Барте (1901-1989), амерички вајар
Ханс фон Бартелс (1856-1913), немачки сликар
Џенифер Бартлет (рођена 1941),
Фра Бартоломео (1472-1517), италијански сликар
Франческо Бартолоци (1728-1815), италијански сликар
Франческо Басано старији (око 1470-1540), италијански сликар
Франческо Басано млађи (1566-1621), италијански сликар
Јакопо Басано (1510-1592), италијански сликар
Леандро Басано (1557-1622), италијански сликар
Светомир Арсић-Басара (рођен 1928), српски сликар
Жан-Мишел Баскијат (1960-1988), амерички графичар, сликар и цртач
Луца Бестетти (1964), италијански сликар
Помпео Ђироламо Батони (1708-1787), италијански сликар
Вили Баумајстер (1889-1955), немачки сликар
Дирк Баутс (1415-1475), холандски сликар
Димитрије Бачевић (око 1700-1762), српски иконописац и графичар
Марки Башкирцев (1860-1884), украјински сликар

## Бед.. до Бжо..
Сергије Беадер (1924-2001), хрватски сликар српског порекла
Игнац Беднарик (1882-1963), румунски сликар
Камал уд-Дин Безад (око 1450-око 1535), персијски минијатуриста
Хенрика Бејер (1782-1855), пољска сликарка
П. Роструп Бејесен (1882-1952), дански сликар
Норманд Бејкер (1908-1955), аустралијски уметник
Френсис Бејкон (1909-1992), енглески сликар
Вајк Бејлис (1835-1906), енглески сликар, писац и песник
Томас Бејнс (1820-1875), енглески сликар и истраживач
Џејмс Бејнс (1766-1837), енглески сликар
Томас Мен Бејнс (1794-1854), енглески сликар
Вилијам Џејкоб Бер (1860-1941), амерички сликар
Леонард Бер (1905-1990), амерички сликар
Роберт Бејтман (1842-1922), енглески сликар
Роберт Бејтман (рођен 1930), канадски сликар
Дејвид Бејтс (рођен 1952), амерички сликар
Максвел Бејтс (1906-1980), канадски сликар и архитекта
Доменико Бекафуми (око 1486-1551), италијански сликар
Џасмин Бекет-Грифит (рођена 1979), америчка сликарка фантастике
Арнолд Беклин (1827-1901), швајцарски сликар
Макс Бекман (1884-1950), немачки сликар, графичар, вајар и писац
Роберт Бектл (рођен 1932), амерички сликар
Жђислав Бексињски (рођен 1929) пољски сликар
Ванеса Бел (1879-1961), енглеска сликарка
Ђентиле Белини (око 1429-1507), италијански сликар
Ђовани Белини (око 1430-1516), италијански сликар
Јакопо Белини (око 1400-1470), италијански сликар
Бернардо Белото (1720-1780), италијански сликар
Џорџ Весли Белоуз (1882-1925), амерички сликар
Лудвиг Бемелманс (1898-1962), амерички сликар
Мартин Бенка (1888-1971), словачки сликар и илустратор
Александар Беноа (1870-1960), француски уметник руског порекла
Френк Вестон Бенсон (1862-1951), амерички сликар
Томас Харт Бентон (1889-1975), амерички сликар
Вилхелм Бенц (1804-1832), дански сликар
Џејсон Бенџамин (рођен 1971), аустралијски сликар
Вилијам Џејкоб Бер (1860-1941), амерички сликар
Елбриџ Ер Бербанк (1858-1949), амерички сликар
Освалд Берли (1880-1952), новозеландски сликар
Џон Берн (рођен 1950), цртач стрипова и сликар
Емерик Бернард (рођен 1937), словеначки сликар
Јанез Берник (рођен 1933), словеначки сликар и графичар
Ђан Лоренцо Бернини (1598-1680), италијански сликар
Морис Луис Бернстајн (1912-1962), амерички апстрактни сликар
Вилијам Партриџ Берпи (1846-1940), амерички сликар
Алберт Бертсен (1866-1922), белгијски сликар, вајар
Чарлс Ефраим Берчфилд (1893-1967), амерички сликар
Јен Бесемер (рођен 1970), песник и сликар
Елса Бесков (1874-1953), шведска сликарка и писац
Самјуел Џон Ламорна Берч (1869-1955), енглески сликар
Тадеуш Бжозовски (1818-1887), пољски сликар

## Бид.. до Бог..
Џорџ Бидл (1885-1973), амерички сликар
Јован Бијелић (1886-1964), српски сликар
Ајлер Биле (рођен 1910), дански скулптор и сликар
Иван Билибин (1876-1942), руски илустратор и позоришни сценограф
Хенри Билингс (1901-1987), амерички сликар
Ана Билинска-Бохдановичова (1857-1893), пољска сликарка
Чарлс Билич (рођен 1934), амерички сликар хрватског порекла
Џорџ Кејлеб Бингам (1811-1879), амерички сликар
Ромир (Ромари) Бирден (1914-1988), афроамерички сликар
Вилхелм Бисен (1836-1913), дански сликар
Алберт Бирстат (1830-1902), амерички сликар
Вилхелм Бисен (1836-1913), дански сликар
Бернар Бифе (1928-1999), француски сликар
Каптен Бифхарт (рођен 1941), авангардни блуз музичар и сликар
Тијери Биш (рођен 1953), француски уметник
Дејвид Џи Блајд (1815-1865), амерички сликар
Арнолд Бланш (1896-1968), амерички сликар
Вилијам Блејк (1757-1827), енглески сликар, песник
Ралф Алберт Блејклок (1847-1919), амерички сликар
Рос Блекнер (рођен 1949), амерички сликар
Базил Блекшо (рођен 1932), северноирски уметник
Изак ван ден Блоке (1572-1626), пољски сликар
Годфри Блоу (рођен 1948), аустралијски сликар
Карл Блох (1834-1890), дански сликар
Питер Блум (1906-1992), амерички сликар
Сесилија Бо (око 1900), америчка сликарка
Александар Богомазов (1880-1930), руски сликар
Кшиштоф Богушевски (1906-1988), пољски сликар

## Бод.. до Бра..
Карл Бодмер (1809-1893), швајцарски сликар
Олга Бознањска (1865-1940), пољска сликарка
Злаћо Бојаџијев (1903-1976), бугарски сликар
Артур Бојд (1920-1999), аустралијски сликар и вајар
Јозеф Бојс (1921-1986), немачки сликар
Томас Бок (1793-1855), аустралијски сликар
Михајло Бокорић (око 1700), српски сликар и иконописац
Анхел Боливер, мексички сликар
Дејвид Бомберг (1890-1957), енглески сликар
Пјер Бонар (1867-1947), француски сликар
Ђото ди Бондоне (1266-1337), италијански сликар
Клод Бонен-Писаро (рођен 1921), француски сликар
Роза Бонер (1822-1899), француска сликарка
Ричард Паркс Бонинтон (1801-1828), енглески сликар
Франческо Бонсињори (1460-1519), италијански сликар
Париз Бордон (1500-1571), италијански сликар
Пол-Емил Бордуа 1905-1960, канадски сликар
Џон Борн (рођен 1943), велшки уметник и сликар
Владимир Боровиковски (1757-1825), руски сликар украјинског порекла
Арон Бород (1907-1992), амерички сликар
Богдан Борчич (рођен 1926), словеначки сликар и графичар
Франсоа Босион (1828-1890), швајцарски сликар
Јан Бот (1609/10-1652), холандски сликар
Анхел Ботељо (1913-1986), порторикански сликар, вајар и графичар
Фернандо Ботеро (рођен 1932), колумбијански сликар
Сандро Ботичели (1445-1510), италијански сликар
Франческо Ботичели (око 1446-1497), италијански сликар
Ана Бох (1848-1936), белгијска сликарка
Хијеронимус Бош (око 1450-1516), холандски сликар
Амбросијус Бошхарт (1573-1612), холандски сликар
Брајтен Брајтенбах (рођен 1939), јужноафрички сликар и писац
Георг Хендрик Брајтнер (1857-1923), холандски сликар
Жорж Брак (1882-1963), француски сликар
Џон Брак (1920-1999), аустралијски сликар
Роберт Бракман (1898-1980), руски сликар
Јохан Кристијан Бранд (1722-1795), аустријски сликар
Јозеф Брант (1841-1915), пољски сликар
Мајкл Браун (рођен 1969), амерички сликар
Раш Браун (рођен 1948), амерички сликар
Сесили Браун (рођена 1969), енглеска сликарка
Форд Мадокс Браун (1821-1893), енглески сликар
Јанко Брашић (1906-1994), српски сликар

## Бре.. до Буш..
Карл Фредрик фон Бреда (1759-1818), шведски сликар
Алан Бреј (рођен 1946), амерички сликар
Жил Бретон (1827-1906), француски сликар
Пјер Брисо (1885-1964), француски илустратор и сликар
Карл Брјолов (1799-1852), руски сликар француског порекла
Антоњи Бродовски (1784-1832), пољски сликар
Јан Бројгел старији (1568-1625), фламански сликар
Јан Бројгел млађи (1601-1678), фламански сликар
Питер Бројгел старији (1525-1569), фламански сликар
Питер Бројгел млађи (1564-1638), фламански сликар
Луј ле Броки или Луис ле Брокај, (рођен 1916), ирски сликар
Ен Брокман (1899-1943), америчка сликарка
Роберт Џеј Броли (1936-2006), амерички уметник
Ањоло Бронзино или Ањоло де Козимо (1503-1572), фирентински сликар
Адријен Брувер (1605/6-1638), фламански сликар
Александер Брук (1898-1980), амерички сликар
Бертрам Брукер (1888-1955), канадски сликар
Алан Брукс (1869-1946), амерички сликар
Абрам Луис Бувелот (1814-1888), аустралијски сликар швајцарско-аустријског порекла
Александар Буган (1952 -), словачки сликар
Вилијам-Адолф Бугеро (1825-1905), француски сликар
Ежен Буден (1824-1898), француски сликар
Микеланђело Буонароти (1475-1564), италијански вајар и сликар
Вилхелм Буш (1832-1908), немачки сликар
Луј Буше (1896-1969), амерички сликар
Франсоа Буше (1703-1770), француски сликар
| Сликари: A Б В Г Д Ђ Е Ж З И Ј К Л Љ М Н Њ О П Р С Т Ћ У Ф Х Ц Ч Џ Ш |